# Antonín Prášek
Antonín Prášek (27. května 1919 Hrubá Vrbka – 28. října 1944 Dunkerk) byl český příslušník Československé samostatné obrněné brigády.

## Život

### Před druhou světovou válkou
Antonín Prášek se narodil 27. května 1919 v Hrubé Vrbce na Hodonínsku v rodině drobného zemědělce Jana Práška a Rozálie, rozené Mičkové. Vychodil měšťanskou školu v Lipově a v Uherském Hradišti se vyučil pekařem a začal pracovat v Brně. Byl členem Orla.

### Druhá světová válka
Po německé okupaci v březnu 1939 opustil Antonín Prášek Protektorát Čechy a Morava. První pokus provedl se sedmi dalšími uprchlíky na konci září, kdy v prostoru Hrubé Vrbky přešli hranici, a přes Slovensko se dostali do Maďarska, kde byli na jugoslávských hranicích zadrženi, uvězněni a poté před Vánoci vráceni do Protektorátu. Dne 26. prosince 1939 se o odchod pokusili znovu a přes Jugoslávii a Bejrút se dostali do Marseille. Antonín Prášek 15. května 1940 v Agde přihlásil do zde vznikající jednotky Československé armády v zahraničí, následně byl zařazen do 5. roty 2. pěšího pluku. Zúčastnil se bojů ve Francii, po jejím pádu v červnu 1940 se evakuoval Spojeného království, kde bal zařazen do 1. československé smíšené brigády. Po její transformaci na Československou samostatnou obrněnou brigádu se stal zástupcem velitele družstva průzkumné čety velitelské roty. Od října 1944 se brigáda účastnila obléhání Dunkerku. Zde 28. října 1944 zahynul poté, co byl během jinak úspěšného útoku na německé pozice zasažen střelou nebo střepinou do míchy. Pohřben byl následující den na vojenském hřbitově v Adinkerke. Dosáhl hodnosti desátníka.

## Rodina
V zahraničním protinacistickém odboji působili i dva bratranci Antonína Práška. Cyril Prášek (1918–1971) se u Československé samostatné obrněné brigády stal zástupcem velitele tankové čety, u tankového vojska působil i po válce, později jako vojenský pedagog. Martin Čambal z Kuželova bojoval v řadách americké armády.

## Ocenění

### Vyznamenání
- 1944 Pamětní medaile československé armády v zahraničí

### Posmrtná ocenění
- Antonínu Práškovi byl in memoriam udělen Československý válečný kříž 1939